# Nukitashi
Nukitashi (ぬきたし?), abreviatura de Nukige Mitai na Shima ni Sunderu Watashi wa Dō Surya Ii Desuka? (抜きゲーみたいな島に住んでる貧乳はどうすりゃいいですか??), es una novela visual japonesa para adultos desarrollada por Qruppo y lanzada para Windows el 27 de julio de 2018. Shiravune lanzó una versión en inglés de la novela visual en junio de 2023.
En julio de 2019 se lanzó una secuela de la novela visual titulada Nukitashi 2, y Shiravune lanzó una versión en inglés en febrero de 2024.
Una adaptación a manga con arte de Mameojitan se serializó en línea a través del sitio web Manga Ōkoku de Beaglee desde diciembre de 2020 hasta diciembre de 2023 y más tarde también en la revista Ultra Jump de Shūeisha desde noviembre de 2021 hasta febrero de 2024. 
Una adaptación de la novela visual a serie de anime de Passione se estrenó el 19 de julio de 2025.

## Argumento
La Isla Índigo es un lugar como ningún otro, para disuadir la emigración y atraer el turismo se han convertido en el destino del ‘sexo’ ya que los residentes son castigados si no tienen sexo frecuente.
En esta isla de locos, Hitori Misaki aún está en la escuela y es una de las pocas vírgenes que intenta mantener su secreto y encontrar el amor en un ambiente tan lascivo.

## Personajes
Junnosuke Tachibana (橘 淳之介 Tachibana Jun'nosuke?)
 Seiyū: Kōhei Yanagi
Hinami Watarai (渡会 ヒナミ Watarai Hinami?)
 Seiyū: Minori Ozawa
Nanase Katagiri (片桐 奈々瀬 Katagiri Nanase?)
 Seiyū: Shizuka Ishigami
Misaki Hotori (畔 美岬 Hotori Misaki?)
 Seiyū: Rie Okamoto
Asane Tachibana (橘 麻沙音 Tachibana Asane?)
 Seiyū: Ako Koaki
Tōka Reizeiin (冷泉院 桐香 Reizeiin Tōka?)
 Seiyū: Masumi Tazawa
Rei Tadasugawa (糺川 礼 Tadasugawa Rei?)
 Seiyū: Nanami Aiba
Ikuko Onabuta (女部田 郁子 Onabuta Ikuko?)
 Seiyū: Nana Inoue
Ran Hanamaru (花丸 蘭 Hanamaru Ran?)
 Seiyū: Haru Amachi
Kōki Senba (仙波 光姫 Senba Kōki?)
 Seiyū: Ayaka Igasaki
Hamedori-kun (ハメドリくん?)
 Seiyū: Yasuhiro Kusudo
Fuku Umenoki (梅ノ木 フク Umenoki Fuku?)
 Seiyū: Mari Takahashi

## Otros medios

### Manga
Una adaptación a manga con arte de Mameojitan se serializó en línea a través del sitio web Manga Ōkoku de Beaglee desde diciembre de 2020 hasta diciembre de 2023 y más tarde también en la revista Ultra Jump de Shūeisha desde noviembre de 2021 hasta febrero de 2024. Se recopiló en seis volúmenes tankōbon.

#### Lista de volúmenes
| Volúmenes de manga publicados | Volúmenes de manga publicados | Volúmenes de manga publicados |
| Número                        | Fecha de lanzamiento          | ISBN                          |
| ----------------------------- | ----------------------------- | ----------------------------- |
| 1                             | 19 de enero de 2022           | ISBN 978-4-08-892208-9        |
| 2                             | 19 de julio de 2022           | ISBN 978-4-08-892381-9        |
| 3                             | 19 de diciembre de 2022       | ISBN 978-4-08-892548-6        |
| 4                             | 19 de mayo de 2023            | ISBN 978-4-08-892736-7        |
| 5                             | 17 de noviembre de 2023       | ISBN 978-4-08-892866-1        |
| 6                             | 18 de abril de 2024           | ISBN 978-4-08-893212-5        |

### Anime
Se anunció una adaptación al anime titulada Nukitashi the Animation durante un evento para la novela visual el 28 de enero de 2024.
Más tarde se confirmó que sería una serie de televisión producida por Passione y dirigida por Nobuyoshi Nagayama, con Kenta Ihara escribiendo y supervisando los guiones de la serie y Kumata diseñando los personajes. Ebi Curry Earl, Sasa Ikeki, Umigame y Kashiko retoman sus papeles como compositores. Se estrenó el 19 de julio de 2025 en AT-X y otras cadenas.
El tema de apertura es «Utopia or Dystopia», interpretado por Yuki Yumeno, mientras que el tema de cierre es «Saikai-kei Joshi wa Dōsurya Iidesu ka?» (再会系女子はどうすりゃいいですか？?), interpretado por Rie Ayase. OceanVeil obtuvo la licencia de la serie fuera de Asia.